# Notburga
Notburga  è un nome proprio di persona italiano femminile.

## Origine e diffusione

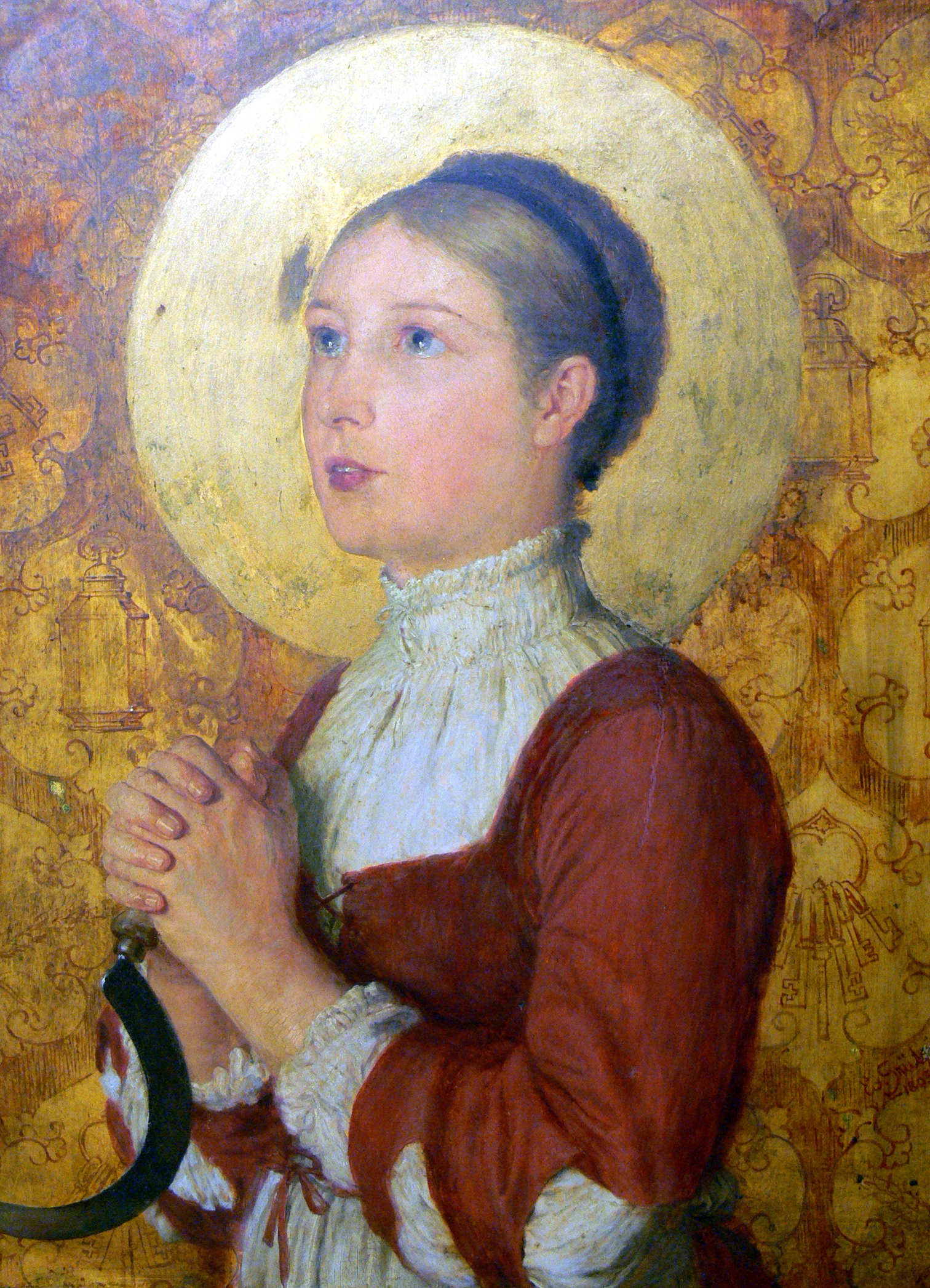
Santa Notburga in un dipinto di Eduard von Grützner

Continua il nome germanico Notburga o Notburgis, attestato in Germania a partire dall'VIII secolo; esso è composto dalle radici not ("necessità", "urgenza") e bergan ("conservare", "proteggere"), con il possibile significato complessivo di "che protegge durante il bisogno".
In Italia è raro, attestato prevalentemente nella aree germanofone dell'Alto Adige, dove è più forte il culto di santa Notburga, vissuta tra Rattenberg ed Eben.

## Onomastico
L'onomastico si può festeggiare il 14 settembre in memoria di santa Notburga, domestica tirolese, oppure il 31 ottobre in ricordo di santa Notburga, monaca benedettina a Santa Maria in Campidoglio a Colonia.